# 마크 윌슨
마크 데이비드 윌슨(Marc David Wilson, 1987년 8월 17일 애그헤걸론 ~ )은 아일랜드의 축구 선수이다. 현재 ÍBV에서 활약하고 있다.